# Captain Laserhawk: A Blood Dragon Remix
Ne doit pas être confondu avec Laserhawk.
Captain Laserhawk: A Blood Dragon Remix est une série d'animation pour adultes franco-américaine en six épisodes d'environ 24 minutes créée par Adi Shankar, produite par Ubisoft Film & Television, Bobbypills et Bootleg Universe, et mise en ligne le 19 octobre 2023 sur Netflix.
Elle s'inspire du jeu vidéo Far Cry 3: Blood Dragon de 2013, tout en fusionnant des éléments et des personnages de plusieurs autres franchises d'Ubisoft.

## Synopsis
Nous sommes en 1992.
Eden a pris le contrôle de toute l'Amérique et englobe désormais la grande majorité de ce que l'on appelait autrefois les États-Unis.
Eden Innovation Technologies était l'entreprise la plus populaire du pays, inondant l'économie avec le Revenu de Base Universel (RBU), présenté comme une réponse miraculeuse à la pauvreté. D'un seul coup, Eden a remplacé le gouvernement, contrôlant la société d'une main de fer par l'intermédiaire d'un conseil d'administration néfaste et d'une propagande écrasante.
Considéré comme un ennemi national, un supersoldat cyborg du nom de Dolph Laserhawk va chercher une cause qui vaut la peine d'être défendue dans une société dystopique aux apparences trompeuses.

## Personnages
Capitaine Dolph Laserhawk
(VO : Nathaniel Curtis ; VF : Guillaume Orsat)
Un supersoldat fugitif et chef des Ghosts.
Sarah Fisher
(VO : Caroline Ford ; VF : Camille Donda)
La directrice de la prison Supermaxx, qui donne leurs ordres aux fantômes. Basé sur le personnage du même nom de Splinter Cell.
Bullfrog
(VO : Balak (auteur) ; VF : Nessym Guetat)
Un hybride grenouille et assassin français recruté par les Ghosts. Basé sur les assassins de la franchise Assassin's Creed.
Alex Taylor
(VO : Boris Hiestand ; VF : David Krüger)
Un révolutionnaire anti-Eden et ex-partenaire de Dolph, qui devient son ennemi après l'avoir trahi lors d'un braquage. Basé sur le personnage du même nom de The Crew.
Rayman
(VO : David Menkin ; VF : Guillaume Darnault)
Un extraterrestre du monde parallèle de Dimension X qui devient présentateur de nouvelles d'Eden et personnalité médiatique. Basé sur le personnage éponyme de la série du même nom.
Marcus Holloway
(VO : Mark Ebulue ; VF : Eilias Changuel)
Le leader du mouvement de résistance anti-Eden, DedSec. Basé sur le personnage du même nom de Watch Dogs 2
Sam Fisher
(VO : Nigel Barber ; VF : Adrien Antoine)
Ancien soldat américain et père de Sarah. Basé sur le personnage du même nom de Splinter Cell
Rouge
(VO : Adi Shankar ; VF : Karim Tougui)
Le chef des Niji 6, une équipe de super-héros inspirés des Power Rangers qui servent Eden. Basé sur les opérateurs de Rainbow Six Siege
Jade
(VO : Courtney Mae-Briggs ; VF : Cécile Laforest)
Un photojournaliste recruté par les Ghosts. Basé sur le personnage du même nom de Beyond Good and Evil
Pey'j
(VO : Glenn Wrage ; VF : Paul Borne)
Un porc hybride et l'oncle adoptif de Jade qui est recruté par les Ghosts. Basé sur le personnage du même nom de Beyond Good and Evil
Pagan Min
(VO : Daniel York Loh ; VF : Jérôme Pauwels)
Un seigneur du crime à Eden. Basé sur le personnage du même nom de Far Cry 4
Version française réalisée par le studio de doublage Cinephase, sous la direction d'Alexis Tomassian, d'après une adaptation de Pierre-Henri Guénot, enregistrement par Raphaël Pangrazzi et mixage par Mario Arvigne

## Production
La série a été dévoilée pour la première fois par Ubisoft en octobre 2019, sous son ancien titre Captain Laserhawk : A Blood Dragon Vibe, avec le showrunner de Castlevania, Adi Shankar, à la tête du projet, bien qu'aucun distributeur n'ait été annoncé.
En juin 2021, lors de l'événement virtuel « Geeked Week » de Netflix, Shankar a révélé qu'il produisait la série basée sur l'ambiance de Far Cry 3: Blood Dragon sous le titre Captain Laserhawk : A Blood Dragon Remix. La série est dirigée par Shankar et le studio d'animation parisien Bobbypills s'occupe de la production.
Balak est directeur créatif avec Mehdi Leffad comme réalisateur.
Gérard Guillemot, Hélène Juguet et Hugo Revon sont les producteurs d'Ubisoft Film & Television.
En plus de Blood Dragon, la série présente des personnages et des éléments de plusieurs autres franchises d'Ubisoft, telles que Assassin's Creed, Tom Clancy's Splinter Cell, Rayman, Beyond Good and Evil, Rainbow Six, Watch Dogs et Les Lapins crétins,.
La série inclût aussi le champion incontesté de la WWE, Cody Rhodes dont elle met en scène des caméos.

## Sortie
La série est sortie dans le monde entier en octobre 2023 sur Netflix avec six épisodes, sans titres,.